# 강천초등학교 강남분교
강천초등학교 강남분교는 경기도 여주시 강천면 굴암리에 있었던 공립 초등학교이다.

## 연혁
- 1971년 3월 1일 강천국민학교 강남분교 개교
- 1974년 3월 1일 강천국민학교로 인가 (6학급)
- 1974년 4월 4일 개교식 거행
- 1975년 1월 22일 강남국민학교 교가 작사 (작사자 : 초대 최한경 교장)
- 1975년 2월 6일 제1회 졸업식 거행 (35명 졸업)
- 1990년 2월 15일 제16회 졸업식 (남9명, 여8명, 계17명)
- 1990년 3월 1일 강천국민학교 강남분교로 격하 (5학급 인가)
- 1999년 3월 1일 강천초등학교로 통폐합